# 1155 pr. n. št.

## Smrti
- Ramzes III., faraon Dvajsete egipčanske dinastije (* 1217 pr. n. št.)